# Polycaena lama
Polycaena lama is een vlindersoort uit de familie van de prachtvlinders (Riodinidae), onderfamilie Nemeobiinae.
Polycaena lama werd in 1893 beschreven door Leech.